# János Biri
János Biri est un footballeur et entraîneur hongrois né le 21 juillet 1901 à Budapest et mort le 20 février 1974 à Budapest. Il évoluait au poste de gardien de but.

## Biographie

### En tant que joueur
Il possède 5 capes en équipe de Hongrie. Il participe aux Jeux olympiques 1924.

### En tant qu'entraîneur
Après sa carrière de joueur il entraîne de nombreux clubs portugais.

## Carrière

### En tant que joueur
- 1923-1925 :  Kispest AC
- 1925-1927 :  Calcio Padoue
- 1925-1927 :  MTK Budapest FC
- 1928-1929 :  Budai 33 FC
- 1929 :  Sabaria FC
- 1930-1933 :  III. Kerületi TUE
- 1933-1934 :  Amiens AC
- 1934-1936 :  Boavista FC

### En tant qu'entraîneur
- 1935-1936 :  FC Porto
- 1937-1939 :  Académico Porto
- 1939-1947 :  Benfica Lisbonne
- 1947-1949 :  GD Estoril-Praia
- 1949-1951 :  Vitória Guimarães
- 1951-1952 :  Atlético Portugal
- 1952-1955 :  Vitória Setúbal
- 1955-1956 :  Oriental Lisbonne
- 1956-1957 :  GD CUF
- 1957-1958 :  Oriental Lisbonne
- 1958 :  SC Lusitânia
- 1958-1959 :  Académica de Coimbra
- 1960-1962 :  Vitória Setúbal
- 1965-1966 :  Lusitano Évora

## Palmarès

### En tant qu'entraîneur
Avec le FC Porto :
- Champion de Porto en 1936

Avec le Benfica Lisbonne :
- Champion du Portugal en 1942, 1943 et 1945
- Vainqueur de la Coupe du Portugal en 1940, 1943 et 1944
- Champion de Lisbonne en 1940